# 薩馬爾卡 (克拉斯尼奧克尼區)
47°29′35″N 29°18′37″E / 47.49306°N 29.31028°E
薩馬爾卡（烏克蘭語：Самарка）是位於烏克蘭西南部的村莊，由敖德萨州波季利斯克区的奧克尼市鎮負責管轄。該村始建於1840年，面積0.28平方公里，海拔高度127米，2001年人口52，人口密度每平方公里185.71人。